# Волф Хубер
Волф Хубер (Фелдкирх, око 1485 — Пасау, 3. јуна 1553) је био аустријски сликар и графичар. У Пасау долази око 1510. године где ради као дворски сликар код бискупа. Олтар који је између 1515. и 1521. израдио за цркву у Фелдкирху представља његов први значајан рад и једно од његових ремек-дела. Уз Албрехта Алтдорфера сматра се једним од најзначајнијих представника Дунавске школе. Због наглашеног приказивања пејзажа на његовим цртежима сматра се једним од претеча пејзажног сликарства. Поред олтарских слика и пејзажа сликао је и портрете.